# Керелуш
Керелуш (рум. Chereluș) — село у повіті Арад в Румунії. Входить до складу комуни Шикула.
Село розташоване на відстані 410 км на північний захід від Бухареста, 44 км на північний схід від Арада, 148 км на захід від Клуж-Напоки, 86 км на північний схід від Тімішоари.

## Населення
За даними перепису населення 2002 року у селі проживали 973 особи. Рідною мовою 970 осіб (99,7%) назвали румунську.
Національний склад населення села:
| Національність | Кількість осіб | Відсоток |
| -------------- | -------------- | -------- |
| румуни         | 946            | 97,2%    |
| цигани         | 23             | 2,4%     |